# Continuum International Publishing Group
Continuum International Publishing Group est un groupe éditorial anglophone situé à Londres et à New York et spécialisé dans la publication d'ouvrages universitaires. Son fonds a été acquis par le groupe Bloomsbury Publishing en 2011 pour un montant de plus de 20 millions de livres.
Depuis septembre 2012, les nouveautés de Continuum paraissent sous le label Bloomsbury Academic,.

## Historique
Continuum International est fondé en 1999 de par la fusion des éditions universitaires Cassell (groupe Lagardère) avec la Continuum Publishing Company, fondée à New York en 1980. Son domaine d'activité se concentre sur la philosophie, la littérature, la musique, le cinéma, la théologie, les études bibliques, l'éducation, la linguistique... Parmi ses auteurs, on peut citer Martin Heidegger, Karl Barth, Gilles Deleuze, Benoît XVI, Timothy Radcliffe, Alain Badiou, Jacques Rancière...
En 2001, Continuum fait l'acquisition d'Athlone Press, fondée en 1948 en tant que maison d'édition de l'University of London, puis rachète Hambledon & London en 2005.